# アレッサンドロ・ナニーニ
アレッサンドロ・"サンドロ"・ナニーニ（Alessandro "Sandro" Nannini 、1959年7月7日 - ）は、イタリア出身の元レーシングドライバー、実業家。モータースポーツ関係の雑誌ではほとんどナニーニ表記だが、母国語の発音に基づき、姓をナンニーニと記すこともある。

## プロフィール

### モータースポーツ開始
イタリア北部の都市シエナで、老舗菓子店「ナニーニ」の長男として生まれる。姉は歌手のジャンナ・ナニーニ。ナニーニはモトクロスでモータースポーツキャリアをスタートさせた。その後シトロエン・ディアーヌを手に入れ1978年に四輪ラリーにデビュー。フィアット・アバルトやランチア・ストラトスでもラリー出場経験を持つ。1980年にフォーミュラ･レースに転向してサーキットを初走行、イタリアのフォーミュラ・フィアットに参戦し、1981年にチャンピオンを獲得。イタリア国内で徐々に名を知られるようになる。

### F2・耐久レース
翌1982年に、F3を飛ばしてF2にステップアップ。この際にナニーニを見出し、力を貸したのがジャンカルロ・ミナルディであった。ミナルディチームから参戦した同年のF2でランキング10位となる。1984年からはランチアワークスから声が掛かり耐久レースにも参戦開始。同年のル・マン24時間レースでは序盤トップを快走する走りを見せた。
ミナルディチームは1985年からF1へのステップアップを決定。ジャンカルロ・ミナルディはナニーニとともにF1にステップアップするつもりでいたが、FISAが「F2での戦績が不十分」としてナニーニへのスーパーライセンス発行を認めなかったため、この年のナニーニのF1行きは流れた。ミナルディチームは代わりにピエルルイジ・マルティニと契約しF1参戦を開始。一方のナニーニはもう1年ランチアワークスから耐久レースに参戦し、スーパーライセンスの発給を待つこととなった。

### F1

#### 1986年
ミナルディが2カーエントリーになり、エースにベテランのアンドレア・デ・チェザリスを起用。ナニーニにもスーパーライセンスが発給されF1デビューを果たす。しかし搭載していたモトーリ・モデルニターボエンジンの信頼性が低く、10戦連続を含む14回のリタイヤを記録。第15戦メキシコGPでの14位が初の、そしてこの年唯一の完走となった。シャシー性能も低く、第4戦モナコGPでは予選落ちも喫している。
シーズンも後半となった9月、第13戦イタリアGP決勝レースでデ・チェザリスが初めて新車M186で決勝を走ったが、チームはこの新車を同年中1台しか完成できなかったため、ナニーニは最終戦までM185Bでの参戦であった。この条件下で予選成績ではデ・チェザリスに対し、16レース中8レースで上回り、互角の成績を残した。

#### 1987年
ミナルディと契約更新し2年目のF1フル参戦となった。マシンは前年後半に投入開始されたM186の継続使用であったが、シーズンオフのミナルディチームの努力によって開幕戦ブラジルGPまでに4台が用意され、スペアカーの全戦使用権を得るなどナニーニはチームをNo.1ドライバーとして牽引する立場となった。引き続きモトーリ・モデルニ・エンジンをはじめ、マシンの信頼性は欠如していた。チームメイトの新人エイドリアン・カンポスを予選、決勝とも圧倒する成績を収め、戦闘力が低いマシンでほぼ毎回中盤グリッドを獲得したが、完走は2度の11位を含めて3回のみという結果に終わる。
結局、ミナルディでは2年間で完走4回という戦歴だったが、関係者からは実力が認められ、11月にベネトンのドライバーオーディションを兼ねたテスト走行でステファノ・モデナ、ジョニー・ハーバート、ルイス・ペレス＝サラらと同じマシンを走らせた選考の末、ピーター・コリンズ監督が「参加者の中でF1経験があるナニーニには少し難しいセッティングで走ってもらったが、よく乗りこなしたしフィードバックも良かった」と評価を得て、翌年からベネトンに移籍した。

#### 1988年

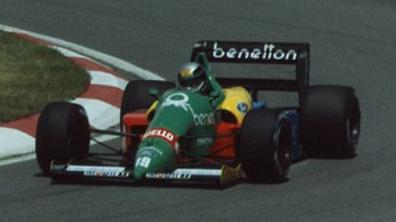
ベネトン・B188をドライブするナニーニ（1988年カナダグランプリ）

ベネトンの1988年用マシン、B188は非常にバランスに優れるマシンであり、トップクラスのチームの中では数少ない自然吸気エンジン搭載車ながら高いコーナリング性能を示し、マーチ881と並んでこの年の台風の目的存在とされた。
ナニーニは第2戦サンマリノGPで6位に入り、F1での初入賞を記録。その後も、第8戦イギリスGPの3位で初表彰台を記録したのを含め、計5度の入賞（うち、3位表彰台2回）。12ポイントを挙げ、ランキングは10位となった。
ただしチームメートのティエリー・ブーツェンと比較すると、予選成績こそ五分だったが、決勝では獲得ポイントでブーツェンの27（入賞8回、うち3位表彰台5回。ランキング4位）に対し12と差を付けられた。またリタイヤ2回のブーツェンに対し、ナニーニはリタイヤ7回と、決勝での安定感が課題となった。
ベネトンは合計39ポイントを獲得しコンストラクターズ選手権3位となり、自然吸気エンジンを使用するチームとしてはトップの成績を収めた。

#### 1989年
ニューマシンB189が開幕に間に合わず、前年と同じく「DFR・V8」エンジン搭載のB188での前半戦となる中、開幕4戦中3戦で入賞と好調な滑り出しを見せる。第7戦フランスGPでようやくニューエンジン「フォードHB」搭載の新車B189が投入され、新車特有のマイナートラブルもありシーズン中盤はリタイヤが多くなるが、その間完走したレースでは全て入賞していた。
第15戦日本GPでは、ナニーニは2位でフィニッシュ。その後、トップでチェッカーフラッグを受けたアイルトン・セナが、アラン・プロストとの接触後のシケイン不通過で失格となり、繰上げで念願のF1初優勝を遂げた。これをはじめ、4度の表彰台を含めた8度の入賞を記録し、ランキング6位でシーズンを締めくくった。
予選成績でもチームメイトに対し、ジョニー・ハーバートに6戦中5戦で上回り、エマニュエル・ピロには10戦中9戦で上回りベネトンのエースとしての成績を残した。

#### 1990年、ヘリコプター事故
1990年もベネトンに残留。新チームメイトである元ワールドチャンピオン、ネルソン・ピケが開幕から連続入賞を重ねていたのに対し、ナニーニは獲得ポイントでピケの後塵を拝していた。しかし双方が完走したレースでは、ほぼ毎回ピケの前でフィニッシュし、第9戦ドイツGPや第10戦ハンガリーGPでは優勝もちらつくレースを展開するなど、存在をアピールしていた。
そんなナニーニに、名門フェラーリが目を付けた。ナイジェル・マンセルが引退を発表し（のちに撤回しウィリアムズに移籍）、その後釜にベネトンとの契約延長を発表したばかりであったナニーニを引き抜こうと画策。フェラーリ監督のチェーザレ・フィオリオとベネトン監督のフラビオ・ブリアトーレとの間ではフェラーリ移籍の方向で話が進められ、第12戦イタリアGP時には契約譲渡寸前となっていた。しかしフェラーリ側の態度（後述）などに不信感を強めた結果、交渉は土壇場で決裂。9月14日にベネトンが改めてナニーニの来季ベネトン残留を発表、直後の9月18日にフェラーリからアレジ獲得の発表がされた。
フェラーリとの契約破談後の9月30日、第14戦スペインGPでナニーニは3位となり、この年3度目の表彰台に立つ。しかしこのレースで1･2フィニッシュを決めたフェラーリ勢とシャンパンファイトをすることを嫌がり、早々と表彰台から姿を消した。結果的に、このスペインGPがナニーニのF1での最後のレースとなった。続く日本GP直前の10月12日、ナニーニを含む4人が搭乗していた自家用ヘリコプター「エキュレイユAS350B」（自身が1週間前に中古購入した直後であった）が、シエナ郊外にあるナニーニ家の別荘敷地内で着陸に失敗し墜落、その際にヘリのローターで右腕の肘と手首の間を切断する重傷を負いチームを離脱した。
予選成績では、ピケに対し14戦中5戦で上回った。

### ツーリングカー・GTカー

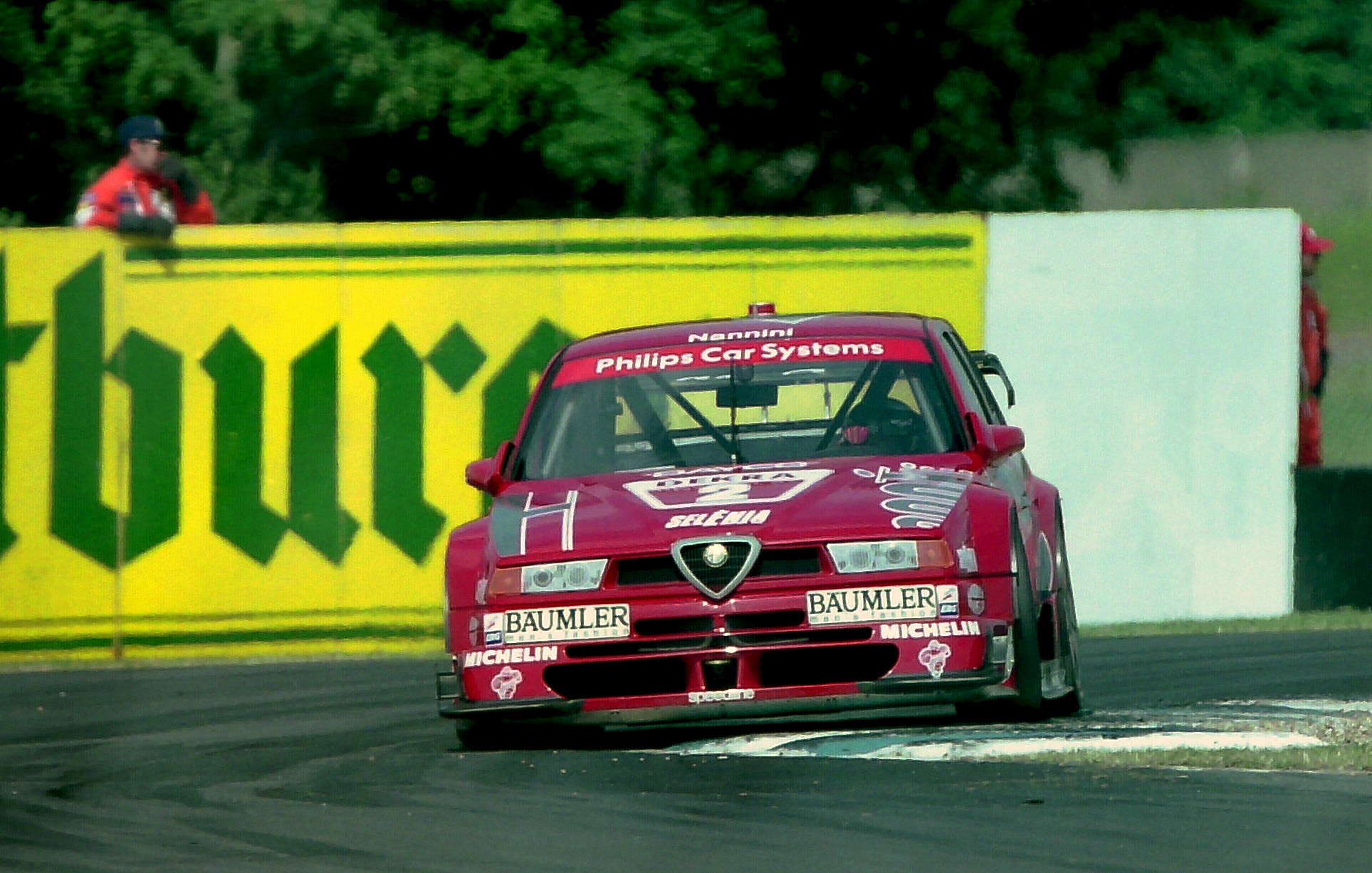
アルファロメオ・155 V6 TIをドライブするナニーニ（1994ドニントンパーク）

事故でレース生命を絶たれたかに思えたが、縫合手術に成功し、長いリハビリを経てレースに復帰。1992年日本GP前、イタリアでの企画で、ステアリングのグリップ部分にスイッチを移植し左手のみでシフトチェンジできるように改造したフェラーリ・F92Aをテストドライブしたが、この際に右手がF1走行に耐えられないと自ら判断、F1復帰を完全に諦めたという。その時、「ずっと待っていたクリスマスプレゼントをもらった子供のような気分かな」とにこやかに話し、気取らない好漢ぶりをみせた。
F1後は活動の場をツーリングカーレースに移し、アルファロメオのワークスドライバーとしてレースの最前線に戻った。1992年はイタリア・ツーリングカー選手権（CIVT）でアルファロメオ・155GTAをドライブし3位。1993年よりドイツツーリングカー選手権（DTM）に参戦。右腕の負担を軽減するよう改造された特別車を駆り、ニコラ・ラリーニと元F1ドライバーコンビで活躍した。DTM改め国際ツーリングカー選手権（ITC）となった1996年シーズンは最多の年間7勝を記録したが、ランキングは3位に終わる。また、この年にはベネトン・B196のテストドライブも行っている。
1997年FIA GT選手権への参戦を最後にレーサーを引退した。

### 引退後
その後は家業を継承した形で、自身の名を冠した喫茶店チェーンを世界的に展開している。日本にも東京都江東区青海のMEGAWEBに「トラットリア・アレッサンドロ・ナニーニ」があった。汐留の「イタリア街」地区に「リストランテ・アレッサンドロ・ナニーニ」が、名古屋港イタリア村と名古屋テレピアに「バール・アレッサンドロ・ナニーニ」があった。静岡は店名が「トラットリア・パドローネ・ナニーニ」に変更されたが、2011年8月に閉店しており日本国内での展開は全て終了した。
2011年5月、地元シエナの市長選挙に立候補するも、フランコ・チェックッツィの次点に敗れた。同時に行われた市議選にも立候補しており、こちらは当選。1年半ほど市議会議員を務めたのち、市政からは身を引いている。
2015年現在、前述の喫茶店や菓子店は運営会社に任せ、自身は一歩引いた形でコンサルティングに専念している。

## エピソード
- モトクロスやラリーがモータースポーツの入口だったこともあり、レーシングカートの経験がなく、フォーミュラ3への参戦経験もないレーシングキャリアを歩んだ。F1デビュー以後の経歴紹介ページなどでは「イタリア人F1レーサーとして珍しい経歴」と書かれることもあった[5]。
- F1二年目を終えた1987年冬の時点でも、父ダニーロはナニーニが家に戻って家業を継ぐことを望んでおり、ベネトンのオーディションを兼ねたテスト走行を終えたポール・リカール・サーキットにて「父さんは（家業を継がないでいることを）すごくがっかりしているんだ。ベネトンに行って真のプロになるか、実家に戻ってお菓子を作って売るかを本当に悩んでいるんだ。今決めなきゃならない」と発言。結果的にベネトンとの契約書にサインし「レースを止めたらお菓子を売るよ!」と語り、チームとのコミュニケーション（ベネトンは当時イギリス国籍）のために英語学校に通うようになった[10]。
- レーシングドライバーとしては珍しくチェーンスモーカーである。医者から「体力が5%落ちるから」と禁煙を勧められると、「僕は90%の力で運転するから大丈夫、まだ5%余ってる」と答えたという[11]。愛煙していた煙草は「マールボロ」であったが、ベネトン所属時にはチームにマールボロのライバルブランドである「キャメル」がスポンサーになっていた事から、TVカメラに自らがマールボロを手に持っているのを映された際にあわてて後ろに隠したというエピソードを持つ。また、1988年イギリスGPでは3位に入りF1で初の表彰台とトップ3記者会見を経験したが、その終了後親しい記者に「もう吸いたくて吸いたくて。あの記者会見中ずっと禁煙してるなんて大変だよ」という初表彰台の感想をもらした[12]。1990年には禁煙を表明したこともあった。
- 1990年9月のフェラーリ移籍騒動では、イタリアGPの翌週、スイスのルガーノでの正式調印式でフェラーリからナニーニに提示された契約書では、事前合意の時の条件からフェラーリ側が変更していた部分があり、2年契約を希望したところ1年契約となっていた点、プロストが完全No.1でありナニーニにはTカーの使用権が一切無い点など、食い違いが生じた。さらにはウィリアムズやティレルとの獲得合戦となっていたジャン・アレジを第一候補としほかにもアイルトン・セナやイヴァン・カペリなどと天秤にかけられた事などの理由で、フェラーリ入りを自ら断念したという説もある。この件以後ナニーニは、「フェラーリ入りを蹴ったイタリア人」としても有名になった。ナニーニは「イタリア人としてフェラーリは夢だけど、将来のチャンスを慎重に検討して91年もベネトンに残ることにした。フェラーリは僕の希望したことを何も保証してくれなかった。」とコメントを残した[7]。
- ヘリコプター事故は妻や両親の目の前で起きたものだったが、この際に家族が慌てずにとっさの判断で切り落とされた右腕を氷水に浸したため、病院での縫合が成功したというエピソードがある。
- エスプレッソコーヒーの愛好家である。レース前にもいつも飲んでいたが、F1でもドーピング検査が始まると、陽性反応が出ないようカフェインを抜いたインスタントコーヒーの素を特別につくってもらい、それを少しのお湯で溶かして飲むようになったという。その味に対しては、関係者から「常人にはとても飲めないものだった」と語られている。
- マネージメント会社や代理人と一切関わりを持たず、全ての交渉事についてナニーニ自らが直接交渉し、自らで契約書を作り契約を取り決めていた。理由は「僕が人生に望むのは全てに自由であることだし、自分の将来について他人が会議をしてるなんておかしいでしょ?」と語る。
- 1987年当時、フジテレビF1リポーターを担当していた岡田美里にインタビューを求められた際には、恥ずかしがってなかなか話さなかったというシャイな一面もあった。
- 身長170cm。

### 好漢
- その性格は至って好漢と言われ、フェラーリ入りを断念した後も、ベネトンチームは翌年のシートを約束した。また、ヘリコプター事故直後の日本GPでは、衛星中継でネルソン・ピケがナニーニのいる病院にお見舞いのメッセージを送った（この他、ピケはナニーニの見舞いにもかけつけている）ほか、ライバルであったレイトンハウスマーチのピット内でもナニーニを激励するメッセージボードが掲げられた[13]。
- 1992年、そのピケがインディ500の事故で両足複雑骨折の重傷を負う。この際、ナニーニはピケに「君の腕と僕の脚があれば、トップドライバーさ」との見舞い電報を送ったという。
- ヘリ墜落事故直後に救急車に乗せられ、病院に向かう際、意識があったナニーニは、救急隊員に向かって、「俺が運転していこうか？ F1ドライバーだからもっと早く着けるぜ」と、片腕を失ったばかりの人間とは思えない言葉を放ったという[14]。
- 右腕切断というレーサー生命だけでなく人生そのものを一変させる事故を体験したにもかかわらず、前向きな精神と陽気さを忘れることはなかった。事故後のインタビューでは「僕はまだ運が良かったよ。ちゃんとした左腕が残ってたしね！」と語っている他、後に事故と後遺症について訊かれた際も「フック船長よりまだマシだよ！」と明るく答えている。「右手が不自由になったことで困った事は?」との質問に対し、「自分を慰めることができなくなったことかな？」と答えてのけたこともある。
- 1987年9月、ある雑誌記者がナニーニに取材を申し込んだところ、地元であるシエナ市内のホテルを予約してくれていた。市内のレストランまでナニーニ自らが自家用車を運転して移動後インタビュー取材を受け、終了すると食事の伝票は記者の分も支払い、その上実家「ナニーニ製菓」のお菓子詰め合わせをお土産に持たせ帰って行った。翌朝、記者がホテルの受付へチェックアウトしに行くと、宿泊費までも既にナニーニによって済まされていた。感激したその記者はナニーニの大ファンとなった[15]。
- リカルド・パトレーゼが200戦目記念のインタビューを受けていた際、喜びインタビューに答えるパトレーゼの頭上から、大量の水が浴びせられた。このイタズラは、ナニーニの仕業で、彼なりの同国の先輩への手荒い祝福であった。

## レース戦績

### ヨーロッパ・フォーミュラ2選手権
| 年     | チーム     | シャーシ                 | エンジン | 1     | 2       | 3      | 4       | 5       | 6       | 7       | 8       | 9       | 10      | 11      | 12      | 13    | 順位 | ポイント |
| ------ | ---------- | ------------------------ | -------- | ----- | ------- | ------ | ------- | ------- | ------- | ------- | ------- | ------- | ------- | ------- | ------- | ----- | ---- | -------- |
| 1982年 | ミナルディ | ミナルディ・フライ・281B | BMW      | SIL 5 | HOC 9   | THR 12 | NÜR 8   | MUG 10  | VAL Ret | PAU DNQ | SPA Ret | HOC Ret | DON DSQ | MAN Ret | PER Ret | MIS 2 | 10位 | 8        |
| 1983年 | ミナルディ | ミナルディ・M283         | BMW      | SIL   | THR 9   | HOC 5  | NÜR 2   | VAL 7   | PAU Ret | JAR Ret | DON Ret | MIS Ret | PER 11  | ZOL Ret | MUG 4   |       | 7位  | 11       |
| 1984年 | ミナルディ | ミナルディ・M283         | BMW      | SIL 9 | HOC Ret | THR 7  | VAL Ret | MUG Ret | PAU Ret | HOC 4   | MIS Ret | PER 3   | DON 10  | BRH 5   |         |       | 10位 | 9        |

### F1
| 年     | チーム     | シャシー | タイヤ | 1       | 2       | 3       | 4       | 5       | 6       | 7       | 8       | 9       | 10      | 11      | 12      | 13      | 14      | 15      | 16      | WDC       | ポイント |
| ------ | ---------- | -------- | ------ | ------- | ------- | ------- | ------- | ------- | ------- | ------- | ------- | ------- | ------- | ------- | ------- | ------- | ------- | ------- | ------- | --------- | -------- |
| 1986年 | ミナルディ | M185B    | P      | BRA Ret | ESP DNS | SMR Ret | MON DNQ | BEL Ret | CAN Ret | DET Ret | FRA Ret | GBR Ret | GER Ret | HUN Ret | AUT Ret | ITA Ret | POR NC  | MEX 14  | AUS Ret | NC (29位) | 0        |
| 1987年 | ミナルディ | M186     | G      | BRA Ret | SMR Ret | BEL Ret | MON Ret | DET Ret | FRA Ret | GBR Ret | GER Ret | HUN 11  | AUT Ret | ITA 16  | POR 11  | ESP Ret | MEX Ret | JPN Ret | AUS Ret | NC (26位) | 0        |
| 1988年 | ベネトン   | B188     | G      | BRA Ret | SMR 6   | MON Ret | MEX 7   | CAN Ret | DET Ret | FRA 6   | GBR 3   | GER 18  | HUN Ret | BEL DSQ | ITA 9   | POR Ret | ESP 3   | JPN 5   | AUS Ret | 10位      | 12       |
| 1989年 | ベネトン   | B188     | G      | BRA 6   | SMR 3   | MON 8   | MEX 4   | USA Ret | CAN DSQ |         |         |         |         |         |         |         |         |         |         | 6位       | 32       |
| 1989年 | ベネトン   | B189     | G      |         |         |         |         |         |         | FRA Ret | GBR 3   | GER Ret | HUN Ret | BEL 5   | ITA Ret | POR 4   | ESP Ret | JPN 1   | AUS 2   | 6位       | 32       |
| 1990年 | ベネトン   | B189B    | G      | USA 11  | BRA 10  |         |         |         |         |         |         |         |         |         |         |         |         |         |         | 8位       | 21       |
| 1990年 | ベネトン   | B190     | G      |         |         | SMR 3   | MON Ret | CAN Ret | MEX 4   | FRA 16  | GBR Ret | GER 2   | HUN Ret | BEL 4   | ITA 8   | POR 6   | ESP 3   | JPN     | AUS     | 8位       | 21       |

- 太字はポールポジション、斜字はファステストラップ。(key)

### ツーリングカー

#### イタリア・スーパーツーリング選手権
| 年     | チーム           | 使用車両               | 1       | 2        | 3       | 4       | 5     | 6       | 7       | 8       | 9       | 10    | 11      | 12    | 13        | 14      | 15      | 16        | 17    | 18      | 19    | 20      | 順位 | ポイント |
| ------ | ---------------- | ---------------------- | ------- | -------- | ------- | ------- | ----- | ------- | ------- | ------- | ------- | ----- | ------- | ----- | --------- | ------- | ------- | --------- | ----- | ------- | ----- | ------- | ---- | -------- |
| 1992年 | アルファ・コルセ | アルファロメオ・155GTA | MNZ 1 6 | MNZ 2 12 | MAG 1 5 | MAG 2 4 | MUG 1 | MUG 2 1 | BIN 1 4 | BIN 2 3 | VAL 1 2 | VAL 2 | IMO 1 3 | IMO 2 | MIS 1 Ret | MIS 2 4 | PER 1 2 | PER 2 Ret | VAR 1 | VAR 2 5 | MNZ 1 | MNZ 2 4 | 3位  | 226      |

#### ドイツツーリングカー選手権
| 年     | チーム           | 使用車両                  | 1         | 2         | 3        | 4         | 5        | 6       | 7       | 8         | 9         | 10        | 11        | 12        | 13        | 14       | 15       | 16        | 17        | 18        | 19      | 20        | 順位 | ポイント |
| ------ | ---------------- | ------------------------- | --------- | --------- | -------- | --------- | -------- | ------- | ------- | --------- | --------- | --------- | --------- | --------- | --------- | -------- | -------- | --------- | --------- | --------- | ------- | --------- | ---- | -------- |
| 1993年 | アルファ・コルセ | アルファロメオ・155 V6 TI | ZOL 1 Ret | ZOL 2 3   | HOC 1 13 | HOC 2 8   | NÜR 1 10 | NÜR 2 4 | WUN 1 2 | WUN 2 Ret | NÜR 1 4   | NÜR 2 4   | NOR 1 Ret | NOR 2 Ret | DIE 1 Ret | DIE 2 18 | SIN 1 3  | SIN 2 Ret | AVU 1 5   | AVU 2 Ret | HOC 1   | HOC 2 1   | 8位  | 121      |
| 1994年 | アルファ・コルセ | アルファロメオ・155 V6 TI | ZOL 1     | ZOL 2 1   | HOC 1 4  | HOC 2 1   | NÜR 1 7  | NÜR 2 7 | NÜR 1   | NÜR 2 7   | NOR 1 Ret | NOR 2 7   | DIE 1 5   | DIE 2 4   | NÜR 1 8   | NÜR 2 5  | AVU 1 19 | AVU 2 5   | SIN 1 Ret | SIN 2 12  | HOC 1 6 | HOC 2 Ret | 4位  | 149      |
| 1995年 | アルファ・コルセ | アルファロメオ・155 V6 TI | HOC 1 18  | HOC 2 DNS | AVU 1 3  | AVU 2 Ret | NOR 1 3  | NOR 2 9 | DIE 1 4 | DIE 2 Ret | NÜR 1 Ret | NÜR 2 Ret | SIN 1 11  | SIN 2 Ret | HOC 1 5   | HOC 2 12 |          |           |           |           |         |           | 11位 | 44       |

#### 国際ツーリングカー選手権
| 年     | チーム                        | 使用車両                  | 1        | 2         | 3         | 4         | 5     | 6       | 7        | 8       | 9         | 10        | 11      | 12        | 13       | 14       | 15    | 16      | 17    | 18      | 19       | 20        | 21      | 22        | 23    | 24      | 25       | 26      | 順位 | ポイント |
| ------ | ----------------------------- | ------------------------- | -------- | --------- | --------- | --------- | ----- | ------- | -------- | ------- | --------- | --------- | ------- | --------- | -------- | -------- | ----- | ------- | ----- | ------- | -------- | --------- | ------- | --------- | ----- | ------- | -------- | ------- | ---- | -------- |
| 1995年 | アルファ・コルセ              | アルファロメオ・155 V6 TI | MUG 1 5  | MUG 2 Ret | HEL 1 Ret | HEL 2 Ret | DON 1 | DON 2   | EST 1 8  | EST 2 7 | MAG 1 Ret | MAG 2 9   |         |           |          |          |       |         |       |         |          |           |         |           |       |         |          |         | 15位 | 17       |
| 1996年 | マルティーニ アルファ・コルセ | アルファロメオ・155 V6 TI | HOC 1 10 | HOC 2 13  | NÜR 1 DSQ | NÜR 2 DSQ | EST 1 | EST 2 1 | HEL 1 14 | HEL 2 4 | NOR 1 Ret | NOR 2 Ret | DIE 1 6 | DIE 2 Ret | SIL 1 17 | SIL 2 11 | NÜR 1 | NÜR 2 1 | MAG 1 | MAG 2 1 | MUG 1 11 | MUG 2 Ret | HOC 1 6 | HOC 2 Ret | SAO 1 | SAO 2 5 | SUZ 1 10 | SUZ 2 5 | 3位  | 180      |

#### 世界ツーリングカーカップ
| 年     | 国籍     | チーム         | 車両                | 1 | 2   | 総合順位 |
| ------ | -------- | -------------- | ------------------- | - | --- | -------- |
| 1993年 | イタリア | アルファコルセ | アルファロメオ・155 | 5 | Ret | 11位     |

### FIA GT選手権
| 年     | チーム | 使用車両                    | クラス | 1       | 2      | 3      | 4     | 5      | 6     | 7     | 8     | 9     | 10      | 11    | 順位 | ポイント |
| ------ | ------ | --------------------------- | ------ | ------- | ------ | ------ | ----- | ------ | ----- | ----- | ----- | ----- | ------- | ----- | ---- | -------- |
| 1997年 | AMG    | メルセデス・ベンツ・CLK-GTR | GT1    | HOC Ret | SIL 13 | HEL 11 | NÜR 2 | SPA 11 | A1R 2 | SUZ 1 | DON 2 | MUG 2 | SEB Ret | LAG 8 | 5位  | 34       |

### ル・マン24時間レース
| 年     | チーム                   | コ・ドライバー                                  | 使用車両                 | クラス | 周回 | 総合順位 | クラス順位 |
| ------ | ------------------------ | ----------------------------------------------- | ------------------------ | ------ | ---- | -------- | ---------- |
| 1983年 | マルティーニ・レーシング | パオロ・バリッラ ジャン＝クロード・アンドリュー | ランチア・LC2-フェラーリ | C      | 135  | DNF      | DNF        |
| 1984年 | マルティーニ・レーシング | ボブ・ウォレク                                  | ランチア・LC2-フェラーリ | C1     | 326  | 8位      | 8位        |
| 1985年 | マルティーニ・レーシング | ボブ・ウォレク ルシオ・シザーリオ               | ランチア・LC2-フェラーリ | C1     | 360  | 6位      | 6位        |